# وحيدة الخلية الضخمة الوخازة
وحيدة الخلية الضخمة الوخازة (الاسم العلمي: Macromonas bipunctata) هي نوع من البكتيريا، سلبية الغرام، تتبع الوحيدات الخلية الضخمة.